# Pancalia hexachrysa
Pancalia hexachrysa is een vlinder uit de familie van de Prachtmotten (Cosmopterigidae). De soort is voor het eerst wetenschappelijk beschreven als Chrysoclista hexachrysa door Edward Meyrick in een publicatie uit 1935.
De soort komt voor in Japan.